# Teorema d'Abel-Ruffini
El teorema d'Abel-Ruffini afirma que en el cas de les equacions polinòmiques de grau superior o igual al cinquè, és a dir les equacions de la forma:

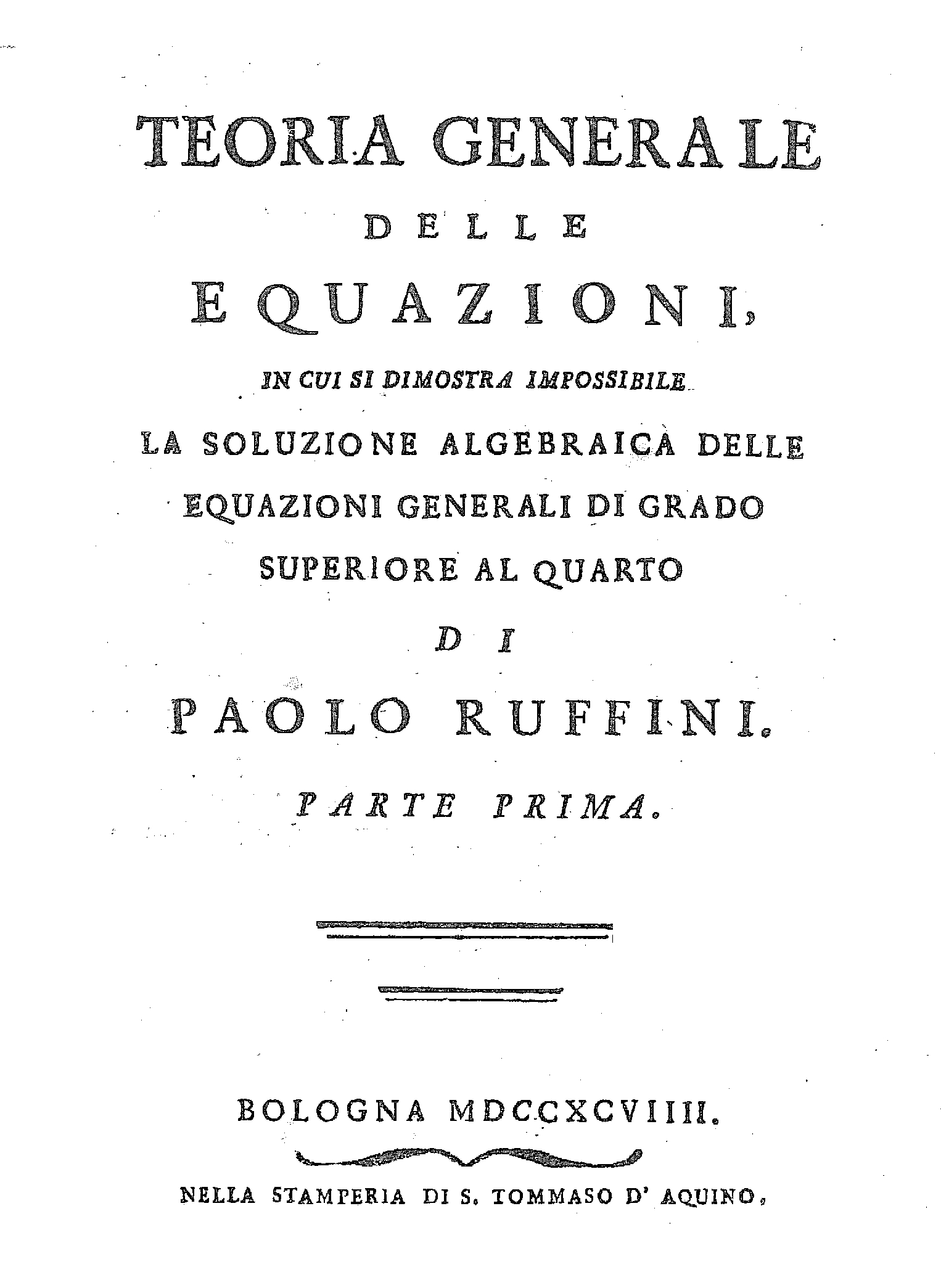
Paolo Ruffini, Teoria generale delle equazioni, 1799

{\displaystyle x^{n}+c_{n-1}x^{n-1}+\cdots +c_{1}x+c_{0}=0}
On {\displaystyle n\geqq 5}, és impossible de trobar una fórmula general que permeti calcular les arrels de l'equació a partir dels seus coeficients amb un nombre finit de sumes, restes, multiplicacions, divisions i arrels.
El teorema no afirma pas que aquestes equacions no tinguin solució. De fet, tal com estableix el teorema fonamental de l'àlgebra tota equació polinòmica de grau n té pel cap baix una solució al conjunt dels nombres complexos.
El teorema tampoc afirma que les solucions no es puguin trobar. Hi ha mètodes que permeten trobar-les amb infinites operacions com per exemple el mètode de Newton. També hi ha mètodes que permeten trobar les solucions afegint altres operacions. Per exemple amb els radicals de Bring es poden resoldre les equacions de cinquè grau.
Tampoc diu que aquesta impossibilitat es doni en tots els casos. Hi ha casos particulars d'equacions de grau igual i superior a 5 que es poden resoldre amb un nombre finit sumes, restes, multiplicacions, divisions i arrels. Per exemple l'equació:
{\displaystyle x^{n}+c_{0}=0}
Admet com a solucions les arrels:
{\displaystyle x={\sqrt[{n}]{-c_{0}}}}
La teoria de Galois ofereix els mitjans per determinar en quins casos una equació de grau cinquè o superior admet una solució d'aquesta mena.

## Conceptes previs
Per arribar a la formulació i demostració del teorema d'Abel-Ruffini cal establir prèviament els conceptes referents a les arrels de les equacions polinòmiques i la seva relació amb els coeficients.

### Teorema fonamental de l'àlgebra
El teorema fonamental de l'àlgebra estableix que tot polinomi de grau n amb coeficients en el conjunt dels nombres complexos:
{\displaystyle x^{n}+c_{n-1}x^{n-1}+\cdots +c_{1}x+c_{0}=0}
es pot factoritzar de forma única i s'obté:
{\displaystyle \left(x-x_{1}\right)\cdot \left(x-x_{2}\right)\cdot \cdots \cdot \left(x-x_{n}\right)}
on {\displaystyle x_{1},x_{1}\cdots x_{n}} són les arrels del polinomi i les solucions de l'equació. Hi pot haver arrels repetides. En aquest cas es diu que l'equació té solucions múltiples. El grau de multiplicitat d'una solució és el nombre de vegades que es repeteix en la factorització del polinomi.
Aquest teorema garanteix que les solucions existeixen i que si se'n troben n ja s'han trobat totes.

### Relació entre les arrels i els coeficients d'un polinomi
Un cop establert que qualsevol equació polinòmica de grau n té n arrels, es plantegen les qüestions de trobar els coeficients a partir de les arrels:
{\displaystyle \left(c_{n-1},\cdots ,c_{1},c_{0}\right)=f\left(x_{1},x_{2},\cdots ,x_{n}\right)}
i viceversa, les arrels a partir dels coeficients:
{\displaystyle \left(x_{1},x_{2},\cdots ,x_{n}\right)=f^{-1}\left(c_{n-1},\cdots ,c_{1},c_{0}\right)}
Aquest segon cas és el problema de resoldre l'equació. El que estudia el teorema d'Abel-Ruffini.
El primer cas se soluciona amb les fórmules de Viète:
{\displaystyle {\begin{Bmatrix}{\begin{array}{l}-c_{n-1}=x_{1}+x_{2}+\cdots +x_{n}\\\vdots \\\left(-1\right)^{n-1}\cdot c_{1}=x_{1}\cdot x_{2}+x_{1}\cdot x_{3}+\cdots \cdot x_{n-1}\cdot x_{n}\\\left(-1\right)^{n}\cdot c_{0}=x_{1}\cdot x_{2}\cdot \cdots \cdot x_{n}\end{array}}\end{Bmatrix}}}
Aquestes fórmules són simètriques. És a dir canviant l'ordre de les arrels s'obtenen sempre els mateixos coeficients. De fet aquestes funcions són la base de les funcions simètriques de n variables.
Per exemple, en el cas de l'equació de segon grau:
{\displaystyle x^{2}+c_{1}x+c_{2}=0}
Els coeficients es poden calcular a partir de les solucions amb:
{\displaystyle {\begin{Bmatrix}{\begin{array}{l}-c_{1}=x_{1}+x_{2}\\c_{2}=x_{1}\cdot x_{2}\end{array}}\end{Bmatrix}}}
I les solucions es poden calcular a partir dels coeficients amb:
{\displaystyle {\begin{Bmatrix}{\begin{array}{l}x_{1}={\frac {-c_{1}}{2}}+{\sqrt {\left({\frac {c_{1}}{2}}\right)^{2}-c_{2}}}\\x_{2}={\frac {-c_{1}}{2}}-{\sqrt {\left({\frac {c_{1}}{2}}\right)^{2}-c_{2}}}\end{array}}\end{Bmatrix}}}

## Demostració
La demostració del teorema es fa per reducció a l'absurd. Se suposa que sí que hi ha una fórmula que permet calcular les solucions a partir dels coeficients amb un nombre finit de sumes restes, multiplicacions, divisions i arrels i es troba que aquesta hipòtesi condueix a l'absurd que si així fos, llavors el nombre de solucions d'una arrel cinquena en el conjunt dels nombres complexos seria diferent de cinc.
La demostració es fa en quatre etapes:
1. Es troba quina és la fórmula general de les funcions que tenen per variables els coeficients i només empren sumes restes, multiplicacions, divisions i arrels.
2. Es demostra que si una d'aquestes funcions és una solució d'una equació de cinquè grau llavors les altres 4 solucions es poden expressar a partir d'aquesta.
3. Es demostra que les funcions irracionals dels coeficients que componen la funció solució són funcions racionals de les arrels del polinomi.
4. S'arriba a una contradicció a partir que el nombre de valors de les funcions irracionals dels coeficients no poden coincidir amb el nombre de valors de les funcions racionals de les arrels.

### Forma general de les funcions algèbriques denvariables
Abel anomena funció algèbrica de n variables aquella que es pot definir amb una fórmula matemàtica d'aquestes n variables fent servir només sumes, restes, multiplicacions, divisions i arrels.
Per arribar a la fórmula general Abel introdueix les arrels de forma successiva. Anomena funcions algèbriques d'ordre zero aquelles en les que no es fan servir arrels. Les de primer ordre són les que fan servir arrels on els radicands són funcions d'ordre zero. Funcions de segon ordre aquelles on les arrels tenen per radicands funcions de primer ordre i així successivament. La funció d'ordre qualsevol serà la forma general de les funcions algèbriques.
El rimer pas és observar que en el cas d'una funció d'ordre zero f, la seva forma general és:
{\displaystyle f\left(c_{1},c_{2},\cdots ,c_{n}\right)={\frac {g\left(c_{1},c_{2},\cdots ,c_{n}\right)}{h\left(c_{1},c_{2},\cdots ,c_{n}\right)}}}
On g i h són funcions enteres. És a dir funcions on només es fan servir les sumes restes i multiplicacions.
És clar que en el cas de l'ordre zero la forma general és aquesta. Si es tracta d'una funció entera, el denominador és 1. Si és el resultat de dividir dues funcions enteres, el resultat té exactament aquesta forma. Sumant multiplicant o dividint dues funcions d'aquesta forma s'obté una altra funció d'aquesta forma perquè sempre s'arriba a dues funcions enteres, una al numerador i un altre el denominador.
A l'hora d'introduir arrels, Abel observa que només cal introduir les arrels d'índex primer. Efectivament, les arrels d'índex compost quedaran incloses en calcular repetidament arrels d'índex primer de la mateixa base.
Per acabar de caracteritzar-les introdueix el concepte de grau de la funció. Quan s'introdueix un radical en una funció de n variables, {\displaystyle {\sqrt[{m}]{p}}} la funció irracional que apareix es pot expressar com la composició d'una funció racional de n+1 variables amb una funció irracional d'una variable composta amb una altra funció racional de n variables així:
{\displaystyle f\left(c_{1},c_{2},\cdots ,c_{n}\right)=g\left(c_{1},c_{2},\cdots ,c_{n},x\right)\circ {\sqrt[{m}]{x}}\circ p\left(c_{1},c_{2},\cdots ,c_{n}\right)}
on p i g són funcions racionals de n i n+1 variables respectivament. Abel simplifica l'expressió i ho escriu així:
{\displaystyle f\left(c_{1},c_{2},\cdots ,c_{n}\right)=g\left(c_{1},c_{2},\cdots ,c_{n},{\sqrt[{m}]{p}}\right)}
Si només s'ha introduït un radical Abel diu que la funció és de grau u. El grau és el nombre de radicals que s'han introduït en una funció d'un determinat ordre. Amb aquestes convencions, la forma general d'una funció d'ordre o i grau u és:
{\displaystyle v=f\left(r_{1},r_{2},\cdots ,{\sqrt[{m}]{p}}\right)}
on les ri són funcions d'ordre o i de grau menor que u i p és una funció d'ordre menor que o.
Com que f és una funció racional, aquesta forma general es pot expressar com el quocient de dues funcions enteres:
{\displaystyle v={\frac {g\left(r_{1},r_{2},\cdots ,{\sqrt[{m}]{p}}\right)}{h\left(r_{1},r_{2},\cdots ,{\sqrt[{m}]{p}}\right)}}}
on ara g i h són funcions enteres i, per tant, es poden escriure:
{\displaystyle v={\frac {s_{1}+s_{2}{\sqrt[{m}]{p}}+s_{3}{\sqrt[{m}]{p^{2}}}+\cdots +s_{m}{\sqrt[{m}]{p^{m-1}}}}{t_{1}+t_{2}{\sqrt[{m}]{p}}++t_{3}{\sqrt[{m}]{p^{2}}}+\cdots +t_{m}{\sqrt[{m}]{p^{m-1}}}}}}
on les si i les si són funcions enteres de les ri.
El següent pas és racionalitzar l'expressió per treure les arrels del denominador. El que permet expressar la funció com:
{\displaystyle v=q_{0}+q_{1}{\sqrt[{m}]{p}}+q_{2}{\sqrt[{m}]{p^{2}}}+\cdots +q_{m-1}{\sqrt[{m}]{p^{m-1}}}}
Per acabar s'acaba de donar una forma una mica més senzilla a l'expressió agafant:
{\displaystyle R=q_{1}^{m}\cdot p\rightarrow q_{1}{\sqrt[{m}]{p}}={\sqrt[{m}]{R}}}
De manera que l'expressió general de les funcions algèbriques d'ordre o i grau u queda:
{\displaystyle v=q_{0}+{\sqrt[{m}]{R}}+q_{2}{\sqrt[{m}]{R^{2}}}+\cdots +q_{m-1}{\sqrt[{m}]{R^{m-1}}}}
on :
- m és un nombre primer.
- q0,q₂,...qm-1 són funcions algèbriques d'ordre o i grau com a màxim u-1.
- R és una funció algèbrica d'ordre o-1.
- {\displaystyle {\sqrt[{m}]{R}}} no és una funció racional de q0,q₂,...qm-1.

### Propietat de les funcions algèbriques que són arrel d'una equació polinòmica
En aquest pas s'observa que si una solució de l'equació:
{\displaystyle x^{5}+c_{4}x^{4}+c_{3}x^{3}+c_{2}x^{2}+c_{1}x+c_{0}=0}
és una funció algèbrica dels coeficients, per exemple:
{\displaystyle x_{1}=q_{0}+{\sqrt[{5}]{R}}+q_{2}{\sqrt[{5}]{R^{2}}}+q_{3}{\sqrt[{5}]{R^{3}}}+q_{4}{\sqrt[{5}]{R^{4}}}}
Llavors, també ho són:
{\displaystyle x_{2}=q_{0}+j{\sqrt[{5}]{R}}+j^{2}q_{2}{\sqrt[{5}]{R^{2}}}+j^{3}q_{3}{\sqrt[{5}]{R^{3}}}+j^{4}q_{4}{\sqrt[{5}]{R^{4}}}}
{\displaystyle x_{3}=q_{0}+j^{2}{\sqrt[{5}]{R}}+j^{4}q_{2}{\sqrt[{5}]{R^{2}}}+jq_{3}{\sqrt[{5}]{R^{3}}}+j^{3}q_{4}{\sqrt[{5}]{R^{4}}}}
{\displaystyle x_{4}=q_{0}+j^{3}{\sqrt[{5}]{R}}+jq_{2}{\sqrt[{5}]{R^{2}}}+j^{4}q_{3}{\sqrt[{5}]{R^{3}}}+j^{2}q_{4}{\sqrt[{5}]{R^{4}}}}
{\displaystyle x_{5}=q_{0}+j^{4}{\sqrt[{5}]{R}}+j^{3}q_{2}{\sqrt[{5}]{R^{2}}}+j^{2}q_{3}{\sqrt[{5}]{R^{3}}}+jq_{4}{\sqrt[{5}]{R^{4}}}}
on j és una arrel cinquena de la unitat diferent d'1.
Fixeu-vos que la solució n-èsima s'obté substituint {\displaystyle {\sqrt[{5}]{R}}} per {\displaystyle j^{n-1}{\sqrt[{5}]{R}}}. Que les altres expressions també en són solució es pot justificar amb el següent raonament: en substituir la solució inicial per la incògnita de l'equació, com que el resultat ha de ser 0, totes les expressions {\displaystyle {\sqrt[{5}]{R^{n}}}} han de quedar elevades a un múltiple de 5 o cancel·lar-se entre elles, per tant en substituir-hi qualsevol de les altres solucions tots els valors de j quedaran elevats a múltiples de 5 o cancel·lats entre ells. Però {\displaystyle j^{5n}=1}. Per tant, el resultat és el mateix que en la solució inicial.

### Relació entre les funcions irracionals dels coeficients que componen la funció solució i les arrels del polinomi
L'anterior resultat permet veure que si una equació admet que a seva solució es calculi amb una funció algèbrica dels coeficients, llavors les funcions irracionals dels coeficients que la componen, és a dir:
{\displaystyle q_{0},{\sqrt[{n}]{R}},q_{1},...}
són funcions racionals de les arrels {\displaystyle x_{1},x_{2},...}
De fet en llenguatge actual en són la seva antitransformada Discreta de Fourier.